# Arsamès (fils de Darius Ier)
Pour les articles homonymes, voir Arsamès.
 (octobre 2014).
Si vous disposez d'ouvrages ou d'articles de référence ou si vous connaissez des sites web de qualité traitant du thème abordé ici, merci de compléter l'article en donnant les références utiles à sa vérifiabilité et en les liant à la section « Notes et références ».
Arsamès est un prince perse. Il est le fils aîné du roi Darius Ier et de la reine Artystonè.
Il a 15 frères :
- Gobryas (ou Gubaru) ;
- Xerxès Ier ;
- Achéménès (ou Achaemenès ou Achaiménès ou khshathrapavan, Achéménès) ;
- Masistès ;
- Hystaspès ;
- Ariomardos (ou Ariomadus, Abrocomas (ou Abrocome ou Abrocomes ou Abrokomas) ;
- Hypérantès (ou Hyperanthes) ;
- Artobarzanès (ou Artobarzanes) ;
- Ariabignès (ou Arabignes) ;
- Ariamnès (ou Ariamne ou Ariamenès) ;
- Istin (ou Ištin) ;
- Pandusassa (ou Pandušašša) ;
- Sandauce.

Il a 3 sœurs :
- Artazostre (ou Artozastra) ;
- Candravarna ;
- Mandane, parfois identifiée à Sandauce.